# A Föld órája

Curitibai Botanikus Kert, (Curitiba, Paraná, Dél-Brazília), 2010

A Föld órája a WWF által életre hívott, minden év márciusának utolsó vagy utolsó előtti szombatján (2025-ben március 22-én) megrendezésre kerülő nemzetközi esemény, melyben arra kérik a háztartásokat és a vállalkozásokat, hogy kapcsolják le és ki a nem létfontosságú lámpáikat és elektromos berendezéseiket egy órára, hogy ezzel is felhívják a figyelmet az éghajlatváltozás elleni cselekvés szükségességére. A kezdeményezés 2007-ben indult Ausztráliából, és 2008-ban vált nemzetközivé.

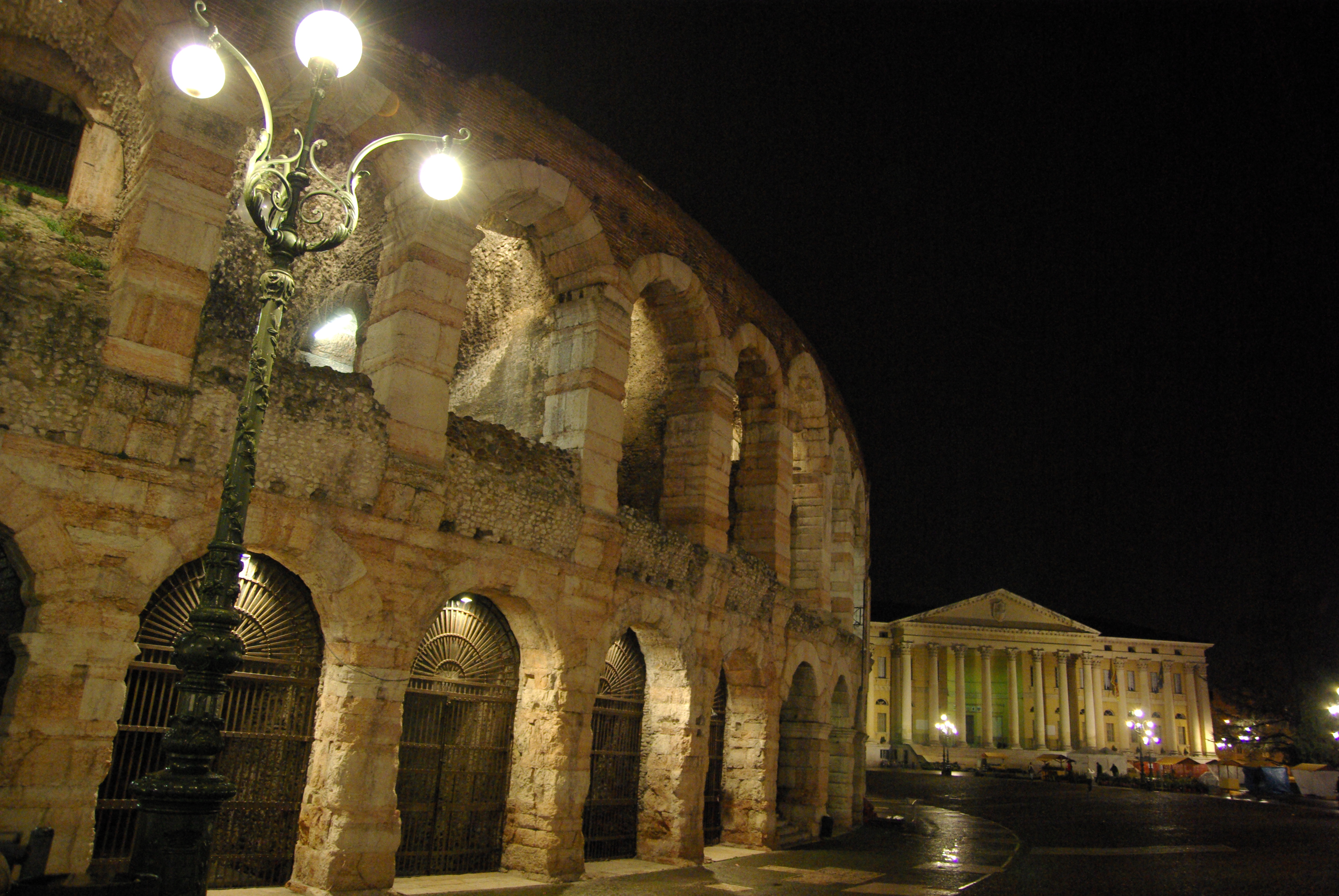
Italy, Verona, Arena with backlight on on square Bra, in the bottom the Town Hall in 2013 WWF Verona Paolo Villa

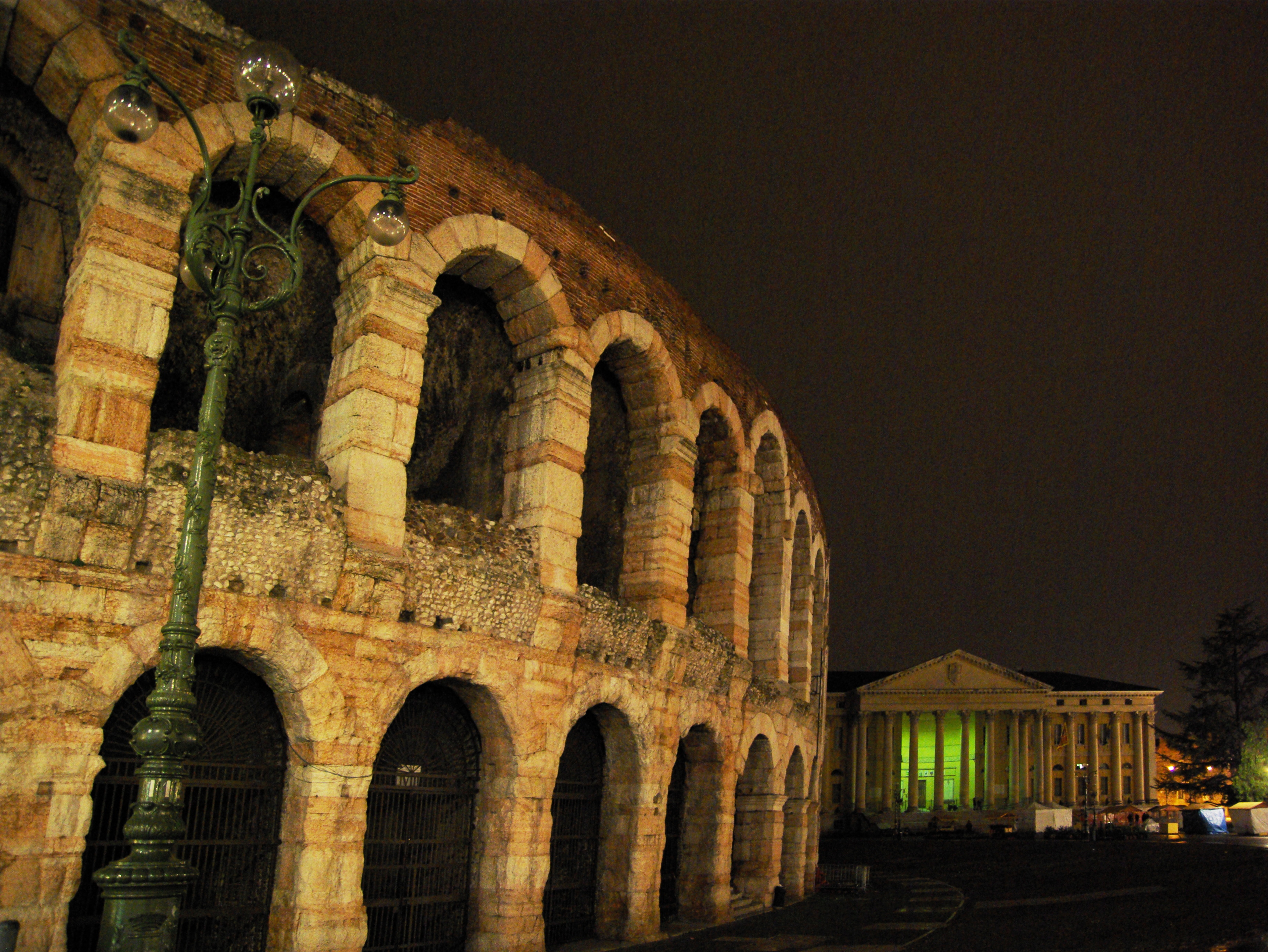
Italy, Verona, Arena with backlight off on square Bra, in the bottom Town Hall in 2013 WWF Verona Paolo Villa

## Története

### 2008

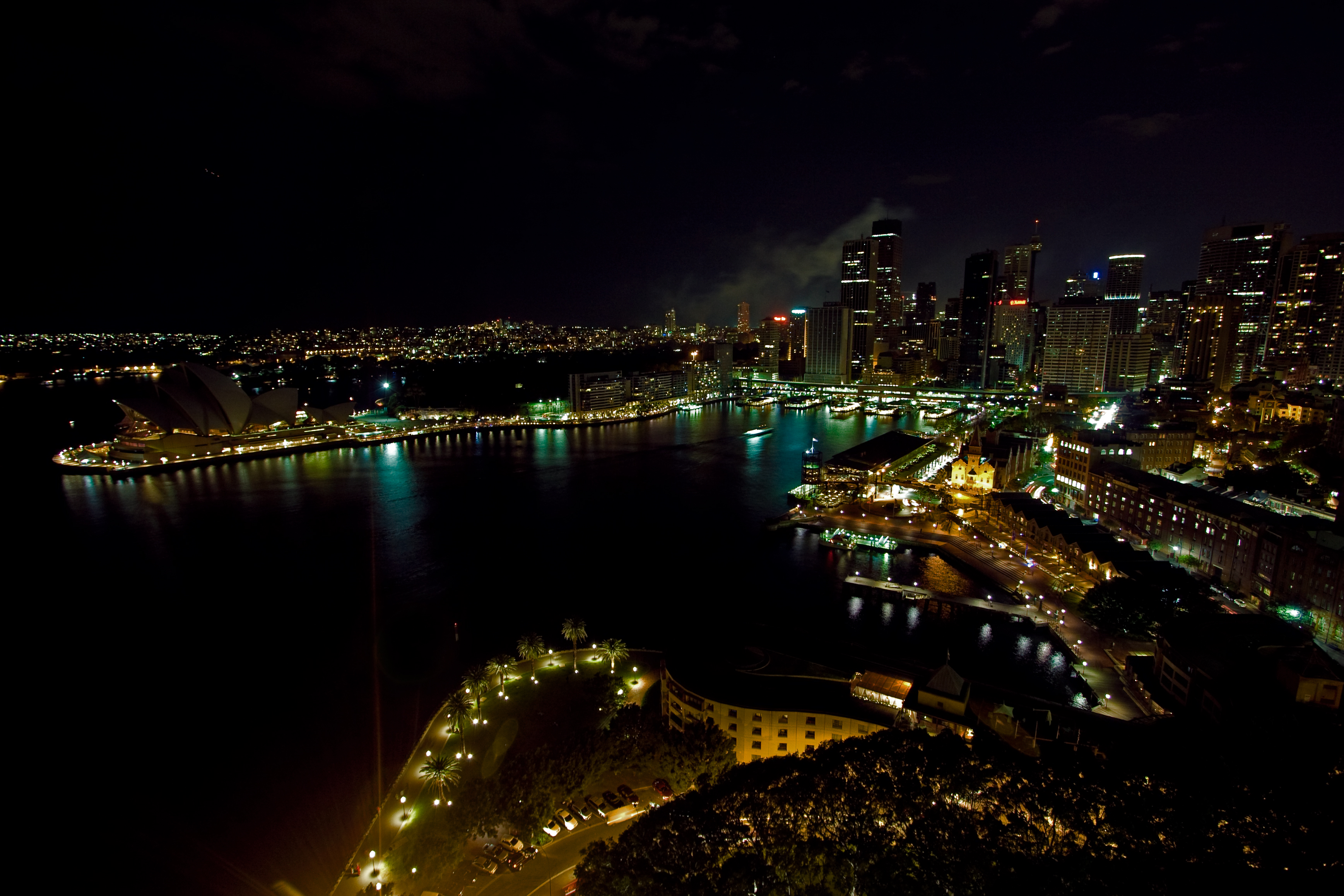
Sydney látképe a 2008-as Earth Hour idején

2008. március 29-én tartották a második Earth Hour rendezvényt, amikor is világszerte helyi idő szerint este 8 és 9 óra között a világ számos városában lekapcsolták a díszkivilágításokat és különböző környezetvédelemmel kapcsolatos rendezvényeket tartottak. 35 ország nagyobb városai, fővárosai, valamint 400 kisebb városa támogatta a 2008-as Earth Hour rendezvényt, amelyet ekkor már mind a hét kontinensen megtartottak. Az Earth Hour keretén belül a Sydney-i Operaház (Sydney, Ausztrália), az Empire State Building (New York City), a Sears Tower (újabb nevén Willis Tower, Chicago, US), a National Monument (Jakarta, Indonézia), a Golden Gate híd (San Francisco, USA), a Bank of America Plaza (Atlanta, US), a Space Needle (Seattle, USA), a Tábla-hegy (Fokváros, Dél-afrikai Köztársaság), a Colosseum (Róma, Olaszország), az Azrieli Center (Tel Aviv, Izrael), a Royal Castle (Stockholm, Svédország), a CN Tower (Toronto, Kanada), az SM Mall of Asia, az SM Science Discovery Center (Manila, Fülöp-szigetek), Suva (Fidzsi-szigetek), a Nidarosi katedrális (Trondheim, Norvégia), a Petronas Towers (Kuala Lumpur, Malajzia), a KL Tower (Kuala Lumpur, Malajzia), a Wat Arun templom (Bangkok, Thaiföld), a londoni City Hall (London, Anglia) és a Royal Liver Building (Liverpool, Egyesült Királyság) épületei is sötétbe borultak.
Az esemény hivatalos oldala 6,7 millió látogatót vonzott azon a héten, amikor megrendezték Earth Hour-t. Más weboldalak is részt vettek az esemény hirdetésében, például a Google is sötétbe borította a kezdőlap képernyőjét.
A Zogby International online közvéleménykutatása szerint 36 millió amerikai—közel 16 százaléka az Egyesült Államok felnőtt lakosságának—részt vett a 2008-as Earth Hour rendezvényen. A környezeti problémákkal és az éghajlatváltozással kapcsolatos érdeklődés 73 százalékról 77 százalékra emelkedett az esemény hatására.

#### 2008-as résztvevők
A 2008-as föld órája eseményben 26 nagyváros és 300 kisebb város vett részt úgy, hogy kikapcsolták a városi díszkivilágításokat és leoltották a közvilágítást számos helyen.

## A Föld órája Magyarországon
Magyarország először 2008-ban, vagyis a Föld órája nemzetközivé válásának évében vett részt az akcióban. Abban az évben négy magyar város csatlakozott a világméretű kezdeményezéshez.
2009 volt a Föld órája igazi világméretű debütálása. Közvélemény-kutatások szerint Magyarország lakosságának 67%-a hallott az akcióról, és 15%-a, vagyis mintegy másfél millió ember részt is vett benne. A világszerte csatlakozó 4000 településből 67 magyar volt, így az ország a nemzetközi élmezőnyben végzett a csatlakozó városok számát tekintve.